# Ligne 1 du métro léger de Grenade
La ligne 1 (en espagnol : Línea 1 del metro ligero de Granada) est la seule ligne du réseau du métro léger de Grenade, ouverte en septembre 2017. Elle est exploitée par Avanza et dessert quatre communes.

## Historique
Les travaux de la ligne commencent en avril 2007. Sept mois plus tard, la Junte d'Andalousie et la mairie de Grenade s'accordent le tracé définitif dans la ville, notamment le passage au niveau de la gare ferroviaire.
La mise en service commerciale de la ligne, maintes fois repoussée, a lieu le 21 septembre 2017.

## Caractéristiques

### Ligne
La ligne compte 26 stations et parcourt 16 km. Trois stations se situent en souterrain — à 12 m de profondeur sous l'avenue du chemin de ronde (Camino de Ronda) et l'avenue d'Amérique (Avenide de América) — et trois kilomètres de voies se trouvent enterrées. Les rails sont à écartement normal. À l'exception d'un tronçon de 500 m, l'intégralité de la ligne est à double voie. Sur quatre secteurs, les rames circulent sans ligne aérienne de contact.
Elle traverse quatre communes, du nord au sud : Albolote, Maracena, Grenade et Armilla. Le temps de trajet d'un bout à l'autre de la ligne est de 47 minutes, à une vitesse moyenne de 20 km/h.

Thermomètre de la ligne.

### Stations et correspondances
|  |   |  | Station              | Commune          | Correspondances |
|  | - |  | -------------------- | ---------------- | --------------- |
|  | ■ |  | Albolote             | Albolote         | (2030)          |
|  | o |  | Juncaril             | Albolote         | (2030)          |
|  | o |  | Vicuña               | Maracena         | (2030)          |
|  | o |  | Anfiteatro           | Maracena         | (2030)          |
|  | o |  | Maracena             | Maracena         | (2030)          |
|  | o |  | Cerrillo Maracena    | Grenade (Chana)  | (2030)          |
|  | o |  | Jaén                 | Grenade (Nord)   | (2030)          |
|  | o |  | Autobuses            | Grenade (Nord)   | (2030)          |
|  | o |  | Argentinita          | Grenade (Nord)   | (2030)          |
|  | o |  | Luis Amador          | Grenade (Beiro)  | (2030)          |
|  | o |  | Villarejo            | Grenade (Chana)  | (2030)          |
|  | o |  | Caleta               | Grenade (Beiro)  | (2030)          |
|  | o |  | Ferrocarril          | Grenade (Beiro)  | (2030)          |
|  | o |  | Universidad          | Grenade (Beiro)  | (2030)          |
|  | o |  | Méndez Núñez         | Grenade (Ronda)  | (2030)          |
|  | o |  | Recogidas            | Grenade (Ronda)  | (2030)          |
|  | o |  | Alcázar Genil        | Grenade (Ronda)  | (2030)          |
|  | o |  | Hípica               | Grenade (Zaidín) | (2030)          |
|  | o |  | Andrés Segovia       | Grenade (Zaidín) | (2030)          |
|  | o |  | Palacio Deportes     | Grenade (Zaidín) | (2030)          |
|  | o |  | Nuevo Los Cármenes   | Grenade (Zaidín) | (2030)          |
|  | o |  | Dílar                | Grenade (Zaidín) | (2030)          |
|  | o |  | Parque Tecnológico   | Grenade (Zaidín) | (2030)          |
|  | o |  | Sierra Nevada        | Armilla          | (2030)          |
|  | o |  | Fernando de los Ríos | Armilla          | (2030)          |
|  | ■ |  | Armilla              | Armilla          | (2030)          |

## Exploitation
La ligne est exploitée par la société Avanza, en délégation de service public pour le compte de l'Agence des travaux publics d'Andalousie (AOPJA).

### Matériel roulant
La ligne est servie par des rames de type Urbos III de Construcciones y Auxiliar de Ferrocarriles (CAF).

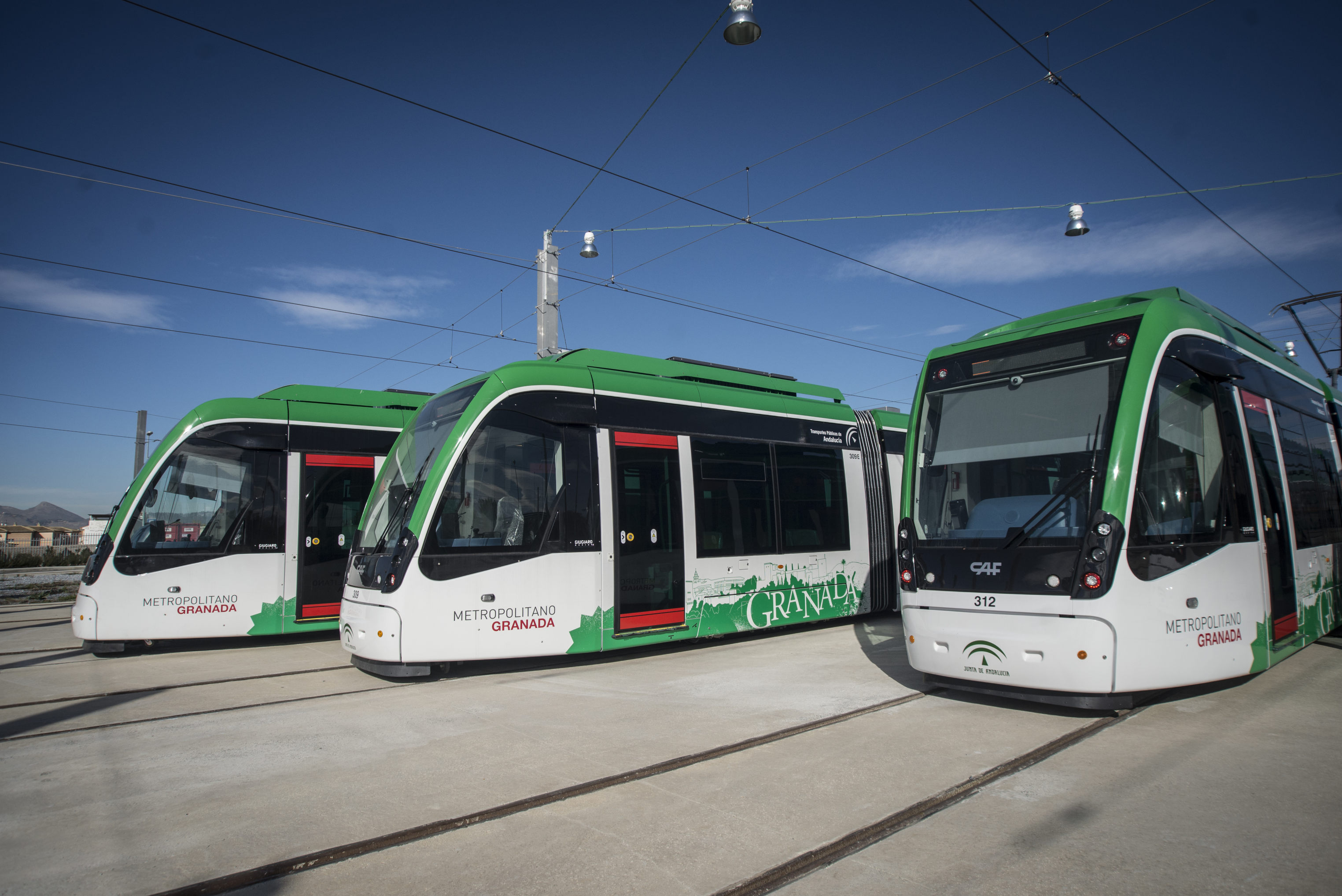
Trois rames Urbos III au garage-atelier de Maracena.